# Хавортия Купера
Хавортия Купера (лат. Haworthia cooperi) — вид многолетних суккулентных растений, рода Хавортия (Haworthia) семейства Асфоделовые (Asphodelaceae), естественно произрастающий на территории Капской провинции Южно-Африканской Республики.
Хавортия Купера представляет собой низкорастущий, густособранный суккулент с розетками, которые обычно уходят в почву. Короткий стебель расположен недалеко под землей и формирует множество цилиндрических листьев. Длина листьев достаточна, чтобы достигать поверхности почвы, а прозрачные кончики способствуют проникновению света внутрь листа, обеспечивая фотосинтез. В поперечном разрезе лист характеризуется высокой прозрачностью, что обеспечивает эффективное распределение света к частям листа, находящимся под землей.

## Название
Родовое латинское (научное) название Haworthia дано в честь английского ботаника и энтомолога Адриана Хэуорта (1767—1833).
Видовой латинский эпитет cooperi дан в честь английского ботаника Томаса Купера (1815–1913) — коллекционера растений, который активно собирал растения в Южной Африке в период с 1859 по 1862 годы.

## Описание

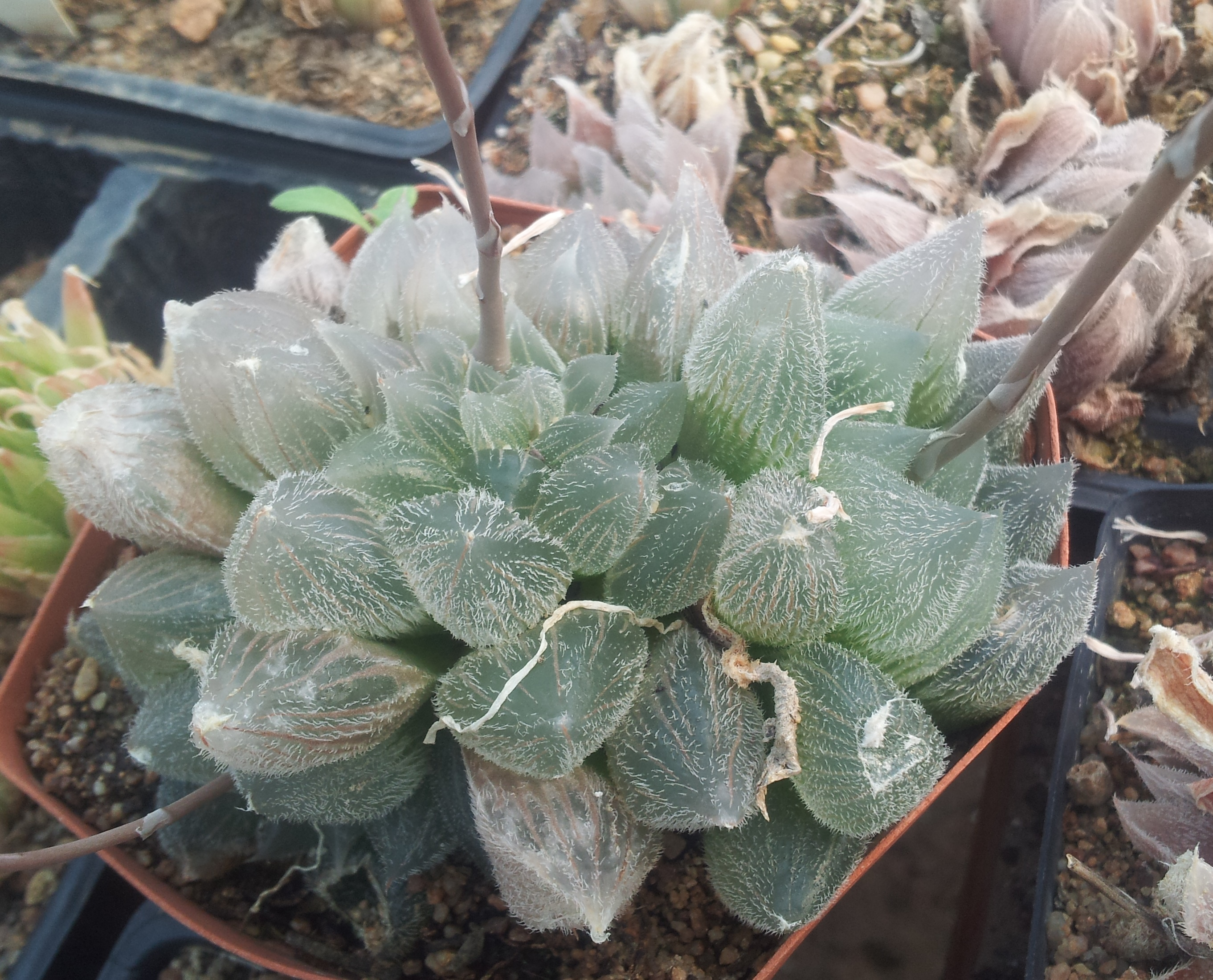
Haworthia cooperi var. venusta

Хавортия Купера представляет собой изменчивый вид, сложный для отличия от других видов Haworthia, особенно от Haworthia cymbiformis и Haworthia decipiens. Розетки достигают диаметра 35-90 мм и содержат 20-40 листьев. Листья имеют длину до 20-25 см и толщину около 6 мм, они половиной зарыты в землю, за исключением полупрозрачных кончиков. Листья могут быть округлыми или заостренными, с прозрачной концевой остью до 6 мм длиной. Они бывают бледно-зеленые, серо-зеленые или голубовато-зеленые с темными продольными линиями. Края и киль листьев острые с прозрачными дельтовидно-острыми зубцами длиной 2-4 мм или гладкими. На кончиках листьев имеется прозрачный эпидермис с отметинами. Мезофилл также прозрачен, так как не содержит межклеточных пространств, что позволяет свету проникнуть внутрь листа. Это обеспечивает фотосинтез под землей, где расположены клетки с хлоропластами.

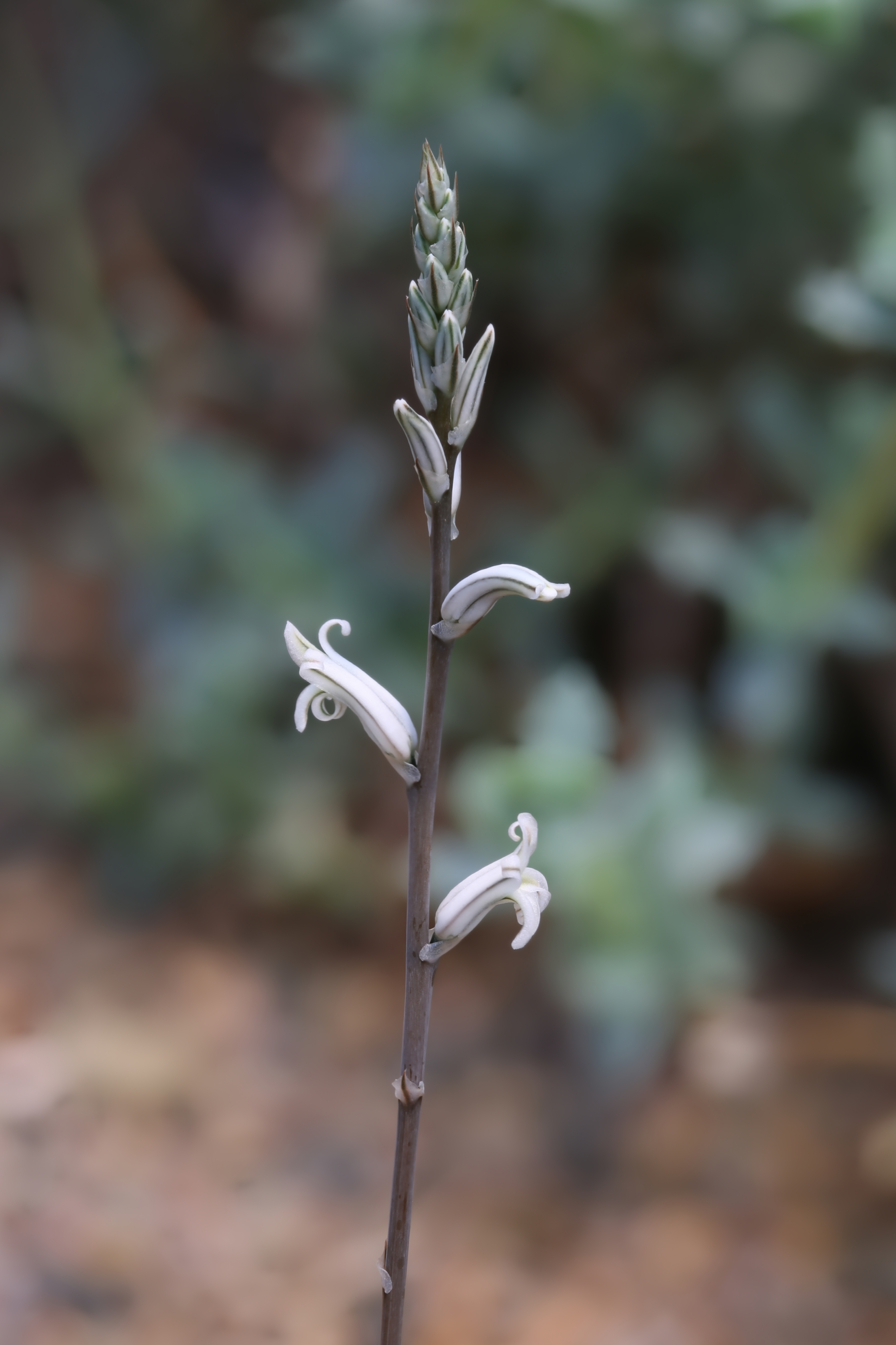
Соцветие

Соцветие представляет собой простой цветонос, достигающий около 30 см в длину. Кисть состоит из 20-30 близко расположенных цветков, а прицветники дельтовидные, 3-6 мм в длину, узко вытянутые и беловатые. Цветки узко удлиненные и беловатые. Строение цветка, окраска и плоды типичны для рода. Околоцветник имеет длину около 2 см, а сегменты вдвое короче трубки. Цветение происходит с весны до лета в среде обитания с ноября по январь.

## Экология
Растет преимущественно под деревьями акаций, на каменистых травянистых склонах или на плоских лугах. Хавортия Купера предпочитает плотную твердую почву с уровнем pH 6,2.

## Таксономия

Haworthia cooperi var. truncata

Haworthia cooperi Baker, первое упоминание в Refug. Bot. 4: t. 233 (1870).

### Синонимы
- Catevala cooperi (Baker) Kuntze (1891)

### Разновидности
- Haworthia cooperi var. cooperi
- Haworthia cooperi var. dielsiana (Poelln.) M.B.Bayer
- Haworthia cooperi var. doldii M.B.Bayer
- Haworthia cooperi var. gordoniana (Poelln.) M.B.Bayer
- Haworthia cooperi var. gracilis (Poelln.) M.B.Bayer
- Haworthia cooperi var. isabellae (Poelln.) M.B.Bayer
- Haworthia cooperi var. leightonii (G.G.Sm.) M.B.Bayer
- Haworthia cooperi var. picturata (M.B.Bayer) M.B.Bayer
- Haworthia cooperi var. pilifera (Baker) M.B.Bayer
- Haworthia cooperi var. tenera (Poelln.) M.B.Bayer
- Haworthia cooperi var. truncata (H.Jacobsen) M.B.Bayer
- Haworthia cooperi var. venusta (C.L.Scott) M.B.Bayer
- Haworthia cooperi var. viridis (M.B.Bayer) M.B.Bayer

## Примечание
1. ↑  Haworthia cooperi Baker | Plants of the World Online | Kew Science (англ.). Plants of the World Online. Дата обращения: 18 декабря 2023. Архивировано 22 сентября 2022 года.
2. 1 2 3  Haworthia cooperi. www.llifle.com. Дата обращения: 18 декабря 2023. Архивировано 18 декабря 2023 года.
3. 1 2  Urs Eggli, Leonard E. Newton. Etymological dictionary of succulent plant names. — Berlin Heidelberg: Springer, 2004. — 266 с. — ISBN 978-3-540-00489-9.
4. ↑  Haworthia cooperi Baker. www.worldfloraonline.org. Дата обращения: 4 ноября 2022. Архивировано 30 сентября 2022 года.
5. ↑  WFO Plant List | World Flora Online. wfoplantlist.org. Дата обращения: 18 декабря 2023. Архивировано 18 декабря 2023 года.